# Lijst van Brusselse ministers van Economie
Dit is een lijst van ministers van Economie in de Brusselse Hoofdstedelijke Regering.

## Lijst
| Nr. | Minister | Minister                    | Partij | Partij | Begin         | Einde         | Regering(en)                              | Bevoegdheid                              |
| --- | -------- | --------------------------- | ------ | ------ | ------------- | ------------- | ----------------------------------------- | ---------------------------------------- |
| 1   |          | Rufin Grijp (1938-2006)     |        | SP     | 12 juli 1989  | 23 juni 1995  | Picqué I                                  | Economische Zaken                        |
| 2   |          | Jean-Louis Thys (1939-1999) |        | PSC    | 12 juli 1989  | 24 maart 1994 | Picqué I                                  | Renovatie van Verlaten Economische Sites |
| 3   |          | Dominique Harmel (1955)     |        | PSC    | 24 maart 1994 | 23 juni 1995  | Picqué I                                  | Renovatie van Verlaten Economische Sites |
| 4   |          | Jos Chabert (1933-2014)     |        | CVP    | 23 juni 1995  | 14 juli 1999  | Picqué II                                 | Economie                                 |
| S   |          | Eric André (1955-2005)      |        | PRL    | 23 juni 1995  | 14 juli 1999  | Picqué II                                 | Economie                                 |
| 5   |          | Éric Tomas (1948)           |        | PS     | 14 juli 1999  | 19 juli 2004  | Simonet I, de Donnea, Ducarme, Simonet II | Economie                                 |
| 6   |          | Benoît Cerexhe (1961)       |        | cdH    | 19 juli 2004  | 8 maart 2013  | Picqué III, IV                            | Economie                                 |
| 7   |          | Céline Fremault (1973)      |        | cdH    | 8 maart 2013  | 20 juli 2014  | Picqué IV, Vervoort I                     | Economie                                 |
| 8   |          | Didier Gosuin (1952)        |        | FDF    | 20 juli 2014  | 18 juli 2019  | Vervoort II                               | Economie                                 |
| S   |          | Barbara Trachte (1981)      |        | Ecolo  | 18 juli 2019  | heden         | Vervoort III                              | Economische Transitie                    |